# Rhodambulyx davidi
Rhodambulyx davidi är en fjärilsart som beskrevs av Clayton Dissinger Mell 1939. Rhodambulyx davidi ingår i släktet Rhodambulyx och familjen svärmare. Inga underarter finns listade.